# 다카라즈카 가극단 105기생
다카라즈카 가극단 105기생은 2017년 4월에 다카라즈카 음악학교에 입학, 2019년 3월에 다카라즈카 가극단에 입단한 40명을 가리킨다.

## 개요
2017년 음악학교 수험자의 수는 1042명, 합격자 40명, 경쟁률은 26.1:1 이었다.
초무대 연목은 소라구미 공연 「오션스11」이다.
당해 5월 28일자로 조배속이 되었다.
| 신인공연        | 바우홀          | 동상공연        | 전국투어        | 에트와르        |
| --------------- | --------------- | --------------- | --------------- | --------------- |
| 미소라 마루     | 호시조라 미사키 | 호시조라 미사키 | 호시조라 미사키 | 호시조라 미사키 |
| 나나시로 미야비 | 우타 치즈루     | 네이로 유이     |                 | 네이로 유이     |
| 키시로 유리야   | 야마부키 히바리 | 우타 치즈루     |                 | 우타 치즈루     |
| 키쇼 카즈토     |                 | 야마부키 히바리 |                 | 아이미 사라     |
| 타이키 하야테   |                 |                 |                 |                 |
| 오오지 리세     |                 |                 |                 |                 |
| 센도 나루       |                 |                 |                 |                 |
| 호시조라 미사키 |                 |                 |                 |                 |
| 하츠네 유메     |                 |                 |                 |                 |
| 네이로 유이     |                 |                 |                 |                 |
| 아이소라 미나미 |                 |                 |                 |                 |
| 우타 치즈루     |                 |                 |                 |                 |
| 야마부키 히바리 |                 |                 |                 |                 |
| 미세이 한나     |                 |                 |                 |                 |

## 주요 학생

### 현역
- 호시조라 미사키 : 하나구미 톱여역
- 미소라 마루 : 하나구미 남역
- 나나시로 미야비 : 츠키구미 남역
- 키시로 유리야 : 유키구미 남역
- 키쇼 카즈토 : 호시구미 남역
- 타이키 하야테 : 호시구미 남역
- 오오지 리세 : 소라구미 남역
- 센도 나루 : 소라구미 남역
- 하츠네 유메 : 하나구미 여역
- 네이로 유이 : 유키구미 여역
- 아이소라 미나미 : 유키구미 여역
- 우타 치즈루 : 호시구미 여역
- 야마부키 히바리 : 소라구미 여역
- 미세이 한나 : 소라구미 여역

## 일람 (34/40)
| 예명            | 생일      | 출신지                  | 출신 학교                         | 신장(cm) | 애칭                | 역할 | 퇴단년도 | 비고                                                                |
| --------------- | --------- | ----------------------- | --------------------------------- | -------- | ------------------- | ---- | -------- | ------------------------------------------------------------------- |
| 音彩唯          | 12월 18일 | 효고현 고베시           | 고베 카이세이죠시가쿠인중학       | 162      | 하바마이, 바아      | 여역 |          |                                                                     |
| 네이로 유이     | 12월 18일 | 효고현 고베시           | 고베 카이세이죠시가쿠인중학       | 162      | 하바마이, 바아      | 여역 |          |                                                                     |
| 夏希真斗        | 10월 29일 | 도쿄도 후츄우시         | 도쿄대학교육학부부속 중등교육학교 | 175      | 앗시-               | 남역 |          |                                                                     |
| 나츠키 마나토   | 10월 29일 | 도쿄도 후츄우시         | 도쿄대학교육학부부속 중등교육학교 | 175      | 앗시-               | 남역 |          |                                                                     |
| 詩ちづる        | 3월 9일   | 홋카이도 삿포로시       | 후지여자고교                      | 160      | 치즈루              | 여역 |          |                                                                     |
| 우타 치즈루     | 3월 9일   | 홋카이도 삿포로시       | 후지여자고교                      | 160      | 치즈루              | 여역 |          |                                                                     |
| 美空真瑠        | 11월 29일 | 효고현 니시노미야시     | 시립우에가하라중학                | 168      | 미소마루, 소라마루  | 남역 |          |                                                                     |
| 미소라 마루     | 11월 29일 | 효고현 니시노미야시     | 시립우에가하라중학                | 168      | 미소마루, 소라마루  | 남역 |          |                                                                     |
| 星空美咲        | 3월 25일  | 카나가와현 가마쿠라시   | 요코하마후타바고교                | 164      | 미유우, 미사키      | 여역 |          |                                                                     |
| 호시조라 미사키 | 3월 25일  | 카나가와현 가마쿠라시   | 요코하마후타바고교                | 164      | 미유우, 미사키      | 여역 |          |                                                                     |
| 鳳花るりな      | 7월 10일  | 후쿠오카현 키타큐슈시   | 큐슈국제대학부속고교              | 163      | 루리나, 카미양      | 여역 |          |                                                                     |
| 오우카 루리나   | 7월 10일  | 후쿠오카현 키타큐슈시   | 큐슈국제대학부속고교              | 163      | 루리나, 카미양      | 여역 |          |                                                                     |
| 琴峰紗あら      | 3월 16일  | 효고현 고베시           | 고베소우인고교                    | 160      | 사아라, 코아라      | 여역 |          |                                                                     |
| 코토미네 사아라 | 3월 16일  | 효고현 고베시           | 고베소우인고교                    | 160      | 사아라, 코아라      | 여역 |          |                                                                     |
| 紀城ゆりや      | 7월 8일   | 효고현 니시노미야시     | 고베소우인고교                    | 169      | 노리피-             | 남역 |          | 언니 마나미 히카루 (100)                                            |
| 키시로 유리야   | 7월 8일   | 효고현 니시노미야시     | 고베소우인고교                    | 169      | 노리피-             | 남역 |          | 언니 마나미 히카루 (100)                                            |
| 山吹ひばり      | 10월 13일 | 아이치현 코우난시       | 현립메이와고교                    | 164      | 부키, 붓키-         | 여역 |          |                                                                     |
| 야마부키 히바리 | 10월 13일 | 아이치현 코우난시       | 현립메이와고교                    | 164      | 부키, 붓키-         | 여역 |          |                                                                     |
| 星影なな        | 9월 8일   | 도쿄도 치요다구         | 도립종합예술고교                  | 161      | 마리안느            | 여역 | 2024년   |                                                                     |
| 호시카게 나나   | 9월 8일   | 도쿄도 치요다구         | 도립종합예술고교                  | 161      | 마리안느            | 여역 | 2024년   |                                                                     |
| 稀惺かずと      | 5월 22일  | 도쿄도 미나토구         | 일본여자대학부속고교              | 169      | 마우이, 디미-       | 남역 |          | 고조부 코바야시 이치조 아빠 마츠오카 슈조 할머니 치나미 시즈카 (44) |
| 키쇼 카즈토     | 5월 22일  | 도쿄도 미나토구         | 일본여자대학부속고교              | 169      | 마우이, 디미-       | 남역 |          | 고조부 코바야시 이치조 아빠 마츠오카 슈조 할머니 치나미 시즈카 (44) |
| 瞳きらり        | 2월 7일   | 도쿄도 메구로구         | 가쿠슈인 여자고등과               | 165      | 키라리, 타샤        | 여역 |          |                                                                     |
| 히토미 키라리   | 2월 7일   | 도쿄도 메구로구         | 가쿠슈인 여자고등과               | 165      | 키라리, 타샤        | 여역 |          |                                                                     |
| 愛未サラ        | 12월 9일  | 도쿄도 시부야구         | 도쿄여자가쿠칸 중학               | 165      | 사라피-, 사라링     | 여역 | 2024년   |                                                                     |
| 아이미 사라     | 12월 9일  | 도쿄도 시부야구         | 도쿄여자가쿠칸 중학               | 165      | 사라피-, 사라링     | 여역 | 2024년   |                                                                     |
| 稀奈ゆい        | 6월 7일   | 나라현 나라시           | 현립코우엔고교                    | 161      | 오카몽, 마레나      | 여역 |          |                                                                     |
| 마레나 유이     | 6월 7일   | 나라현 나라시           | 현립코우엔고교                    | 161      | 오카몽, 마레나      | 여역 |          |                                                                     |
| 初音夢          | 3월 25일  | 오사카부 토요나카시     | 칸사이가쿠인 중등부               | 158      | 유우유              | 여역 |          |                                                                     |
| 하츠네 유메     | 3월 25일  | 오사카부 토요나카시     | 칸사이가쿠인 중등부               | 158      | 유우유              | 여역 |          |                                                                     |
| 美影くらら      | 5월 2일   | 도쿄도 세타가야구       | 성 도미니코학원고교               | 164      | 스                  | 여역 |          |                                                                     |
| 미카게 쿠라라   | 5월 2일   | 도쿄도 세타가야구       | 성 도미니코학원고교               | 164      | 스                  | 여역 |          |                                                                     |
| 海咲圭          | 2월 1일   | 교토부 카메오카시       | 교토여자고교                      | 169      | 밋케, 아밍코        | 남역 |          |                                                                     |
| 미사키 케이     | 2월 1일   | 교토부 카메오카시       | 교토여자고교                      | 169      | 밋케, 아밍코        | 남역 |          |                                                                     |
| 聖叶亜          | 5월 27일  | 이바라키현 치쿠세이시   | 현립시모다테제1고교               | 171      | 릿토, 카나          | 남역 |          |                                                                     |
| 히지리 토아     | 5월 27일  | 이바라키현 치쿠세이시   | 현립시모다테제1고교               | 171      | 릿토, 카나          | 남역 |          |                                                                     |
| 静音ほたる      | 3월 12일  | 사이타마현 아게오시     | 현립요노고교                      | 160      | 아츠키, 호타루      | 여역 |          | 쌍둥이 언니 후키 루루 (104)                                         |
| 시즈네 호타루   | 3월 12일  | 사이타마현 아게오시     | 현립요노고교                      | 160      | 아츠키, 호타루      | 여역 |          | 쌍둥이 언니 후키 루루 (104)                                         |
| 七城雅          | 4월 1일   | 아이치현 나고야시       | 시립메이토고교                    | 171      | 키도, 미야비        | 남역 |          |                                                                     |
| 나나시로 미야비 | 4월 1일   | 아이치현 나고야시       | 시립메이토고교                    | 171      | 키도, 미야비        | 남역 |          |                                                                     |
| 湖華詩          | 11월 12일 | 나가노현 사쿠시         | 사쿠초우세이고교                  | 160      | 요시링, 포무        | 여역 |          |                                                                     |
| 코하나 우타     | 11월 12일 | 나가노현 사쿠시         | 사쿠초우세이고교                  | 160      | 요시링, 포무        | 여역 |          |                                                                     |
| 月瀬陽          | 12월 16일 | 효고현 니시노미야시     | 소우인고교                        | 171      | 모네, 요우          | 남역 |          |                                                                     |
| 츠키세 요우     | 12월 16일 | 효고현 니시노미야시     | 소우인고교                        | 171      | 모네, 요우          | 남역 |          |                                                                     |
| 朝香ゆらら      | 6월 16일  | 아이치현 나고야시       | 스기야마죠가쿠인고교              | 163      | 유라라              | 여역 |          |                                                                     |
| 아사카 유라라   | 6월 16일  | 아이치현 나고야시       | 스기야마죠가쿠인고교              | 163      | 유라라              | 여역 |          |                                                                     |
| 美星帆那        | 10월 8일  | 미야기현 센다이시       | 센다이시라유리가쿠엔중학          | 158      | 칫치, 아베티-       | 여역 |          |                                                                     |
| 미세이 한나     | 10월 8일  | 미야기현 센다이시       | 센다이시라유리가쿠엔중학          | 158      | 칫치, 아베티-       | 여역 |          |                                                                     |
| 大路りせ        | 11월 13일 | 아이치현 나고야시       | 스기야마죠카구인고교              | 171      | 리, 리리            | 남역 |          | 아빠 전 프로야구선수 카자오카 나오유키                              |
| 오오지 리세     | 11월 13일 | 아이치현 나고야시       | 스기야마죠카구인고교              | 171      | 리, 리리            | 남역 |          | 아빠 전 프로야구선수 카자오카 나오유키                              |
| 愛空みなみ      | 10월 6일  | 오사카부 이케다시       | 리세이샤가쿠엔토요나가중학        | 163      | 미미, 카노양        | 여역 |          |                                                                     |
| 아이소라 미나미 | 10월 6일  | 오사카부 이케다시       | 리세이샤가쿠엔토요나가중학        | 163      | 미미, 카노양        | 여역 |          |                                                                     |
| 彩夏こいき      | 10월 5일  | 도쿄도 마치다시         | 도립오가와고교                    | 162      | 코이키, 코이킷치    | 여역 |          |                                                                     |
| 아야카 코이키   | 10월 5일  | 도쿄도 마치다시         | 도립오가와고교                    | 162      | 코이키, 코이킷치    | 여역 |          |                                                                     |
| 奏羽美緒        | 7월 24일  | 아이치현 나고야시       | 현립카스카이미나미고교            | 164      | 카나밍, 카나미-, 루 | 여역 |          |                                                                     |
| 카나하 미오     | 7월 24일  | 아이치현 나고야시       | 현립카스카이미나미고교            | 164      | 카나밍, 카나미-, 루 | 여역 |          |                                                                     |
| 希翠那音        | 8월 12일  | 오사카부 네야가와시     | 바이카고교                        | 167      | 미나에, 킷스이      | 남역 |          |                                                                     |
| 키스이 나오토   | 8월 12일  | 오사카부 네야가와시     | 바이카고교                        | 167      | 미나에, 킷스이      | 남역 |          |                                                                     |
| 遥稀れお        | 1월 16일  | 교토부 교토시           | 부립교토스바루고교                | 177      | 레오, 유이피-       | 남역 |          |                                                                     |
| 하루키 레오     | 1월 16일  | 교토부 교토시           | 부립교토스바루고교                | 177      | 레오, 유이피-       | 남역 |          |                                                                     |
| 葵祐稀          | 10월 6일  | 카나가와현 사가미하라시 | 타마가와가쿠인 고등부             | 169      | 곤                  | 남역 | 2025년   |                                                                     |
| 아오이 유우키   | 10월 6일  | 카나가와현 사가미하라시 | 타마가와가쿠인 고등부             | 169      | 곤                  | 남역 | 2025년   |                                                                     |
| 大希颯          | 9월 20일  | 도쿄부 네리마구         | 구립카이신제3중학                 | 174      | 하야테, 아이밍      | 남역 |          |                                                                     |
| 타이키 하야테   | 9월 20일  | 도쿄부 네리마구         | 구립카이신제3중학                 | 174      | 하야테, 아이밍      | 남역 |          |                                                                     |
| 槙照斗          | 8월 26일  | 효고현 이타미시         | 바이카고교                        | 174      | 마키테루            | 남역 |          |                                                                     |
| 마키 테루토     | 8월 26일  | 효고현 이타미시         | 바이카고교                        | 174      | 마키테루            | 남역 |          |                                                                     |
| 彩紋ねお        | 9월 14일  | 도쿄도 코토구           | 도쿄카세이대학부속여자고교        | 169      | 사이몽, 네옹        | 남역 |          |                                                                     |
| 사이몬 네오     | 9월 14일  | 도쿄도 코토구           | 도쿄카세이대학부속여자고교        | 169      | 사이몽, 네옹        | 남역 |          |                                                                     |
| 伶愛輝みら      | 5월 24일  | 오사카부 네야가와시     | 도시샤코리중학                    | 168      | 오미야, 레이나      | 남역 |          |                                                                     |
| 레아키 미라     | 5월 24일  | 오사카부 네야가와시     | 도시샤코리중학                    | 168      | 오미야, 레이나      | 남역 |          |                                                                     |
| 泉堂成          | 10월 19일 | 사이타마현 쿠키시       | 현립와시노미야고교                | 170      | 나루                | 남역 |          |                                                                     |
| 센도 나루       | 10월 19일 | 사이타마현 쿠키시       | 현립와시노미야고교                | 170      | 나루                | 남역 |          |                                                                     |
| 花翔ひかり      | 11월 29일 | 토쿠시마현 토쿠시마시   | 토쿠시마시립고교                  | 167      | 라이스              | 남역 | 2023년   |                                                                     |
| 하나토 히카리   | 11월 29일 | 토쿠시마현 토쿠시마시   | 토쿠시마시립고교                  | 167      | 라이스              | 남역 | 2023년   |                                                                     |
| 水城あおい      | 1월 11일  | 카나가와현 요코하마시   | 시립카미고우중학                  | 169      | 아카네              | 남역 | 2023년   | 언니 세이노 아스카 (100)                                            |
| 미즈시로 아오이 | 1월 11일  | 카나가와현 요코하마시   | 시립카미고우중학                  | 169      | 아카네              | 남역 | 2023년   | 언니 세이노 아스카 (100)                                            |
| 青風希央        | 5월 13일  | 오사카부 스이타시       | 바이카고교                        | 174      | 키오                | 남역 |          |                                                                     |
| 아오카제 키오   | 5월 13일  | 오사카부 스이타시       | 바이카고교                        | 174      | 키오                | 남역 |          |                                                                     |
| 明希翔せい      | 7월 18일  | 시가현 이누가미군       | 시가단기대학부속고교              | 171      | 토미티-, 토미카     | 남역 | 2023년   |                                                                     |
| 아키토 세이     | 7월 18일  | 시가현 이누가미군       | 시가단기대학부속고교              | 171      | 토미티-, 토미카     | 남역 | 2023년   |                                                                     |

## 성적 변화
| 하나구미 소속 생도 성적                               | 하나구미 소속 생도 성적 | 하나구미 소속 생도 성적 | 하나구미 소속 생도 성적 | 하나구미 소속 생도 성적 | 하나구미 소속 생도 성적 | 하나구미 소속 생도 성적 | 하나구미 소속 생도 성적 |
| -                                                     | 입단 (2019년)           | 연1 (2020년)            | 연1 (2020년)            | 연3 (2022년)            | 연3 (2022년)            | 연5 (2024년, 확정)      | 연5 (2024년, 확정)      |
| ----------------------------------------------------- | ----------------------- | ----------------------- | ----------------------- | ----------------------- | ----------------------- | ----------------------- | ----------------------- |
| 1                                                     | 나츠키 마나토           | ↑1                      | 미소라 마루             | →                       | 미소라 마루             | →                       | 미소라 마루             |
| 2                                                     | 미소라 마루             | ↓1                      | 나츠키 마나토           | ↑1                      | 호시조라 미사키         | ↑1                      | 나츠키 마나토           |
| 3                                                     | 호시조라 미사키         | →                       | 호시조라 미사키         | ↓1                      | 나츠키 마나토           | ↓1                      | 호시조라 미사키         |
| 4                                                     | 마레나 유이             | →                       | 마레나 유이             | →                       | 마레나 유이             | →                       | 마레나 유이             |
| 5                                                     | 하츠네 유메             | →                       | 하츠네 유메             | ↑1                      | 코하나 우타             | ↑1                      | 하츠네 유메             |
| 6                                                     | 코하나 우타             | →                       | 코하나 우타             | ↓1                      | 하츠네 유메             | ↓1                      | 코하나 우타             |
| 7                                                     | 레아키 미라             | →                       | 레아키 미라             | →                       | 레아키 미라             | →                       | 레아키 미라             |
| 8                                                     | 하나토 히카리           | →                       | 하나토 히카리           | →                       | 하나토 히카리           |                         |                         |
| *하나토 히카리 - 2023년 퇴단 (연5, 최종 시험 전 퇴단) |                         |                         |                         |                         |                         |                         |                         |

| 츠키구미 소속 생도 성적                                                                        | 츠키구미 소속 생도 성적 | 츠키구미 소속 생도 성적 | 츠키구미 소속 생도 성적 | 츠키구미 소속 생도 성적 | 츠키구미 소속 생도 성적 | 츠키구미 소속 생도 성적 | 츠키구미 소속 생도 성적 |
| -                                                                                              | 입단 (2019년)           | 연1 (2020년)            | 연1 (2020년)            | 연3 (2022년)            | 연3 (2022년)            | 연5 (2024년, 확정)      | 연5 (2024년, 확정)      |
| ---------------------------------------------------------------------------------------------- | ----------------------- | ----------------------- | ----------------------- | ----------------------- | ----------------------- | ----------------------- | ----------------------- |
| 1                                                                                              | 우타 치즈루             | →                       | 우타 치즈루             | ↑2                      | 아사카 유라라           | ↑1                      | 시즈네 호타루           |
| 2                                                                                              | 시즈네 호타루           | ↑1                      | 나나시로 미야비         | ↑2                      | 시즈네 호타루           | ↑1                      | 나나시로 미야비         |
| 3                                                                                              | 나나시로 미야비         | ↑1                      | 아사카 유라라           | ↓1                      | 나나시로 미야비         | ↓2                      | 아사카 유라라           |
| 4                                                                                              | 아사카 유라라           | ↓2                      | 시즈네 호타루           | →                       | 마키 테루토             | →                       | 마키 테루토             |
| 5                                                                                              | 카나하 미오             | ↑2                      | 마키 테루토             | ↑1                      | 카나하 미오             | →                       | 카나하 미오             |
| 6                                                                                              | 하루키 레오             | →                       | 하루키 레오             | ↓1                      | 하루키 레오             | →                       | 하루키 레오             |
| 7                                                                                              | 마키 테루토             | ↓2                      | 카나하 미오             | →                       | 미즈시로 아오이         |                         |                         |
| 8                                                                                              | 미즈시로 아오이         | →                       | 미즈시로 아오이         |                         |                         |                         |                         |
| *우타 치즈루 - 2023년 호시구미로 이동 (연3, 시험 전 이동) *미즈시로 아오이 - 2023년 퇴단 (연5) |                         |                         |                         |                         |                         |                         |                         |

| 유키구미 소속 생도 성적 | 유키구미 소속 생도 성적 | 유키구미 소속 생도 성적 | 유키구미 소속 생도 성적 | 유키구미 소속 생도 성적 | 유키구미 소속 생도 성적 | 유키구미 소속 생도 성적 | 유키구미 소속 생도 성적 |
| -                       | 입단 (2019년)           | 연1 (2020년)            | 연1 (2020년)            | 연3 (2022년)            | 연3 (2022년)            | 연5 (2024년, 확정)      | 연5 (2024년, 확정)      |
| ----------------------- | ----------------------- | ----------------------- | ----------------------- | ----------------------- | ----------------------- | ----------------------- | ----------------------- |
| 1                       | 네이로 유이             | →                       | 네이로 유이             | →                       | 네이로 유이             | →                       | 네이로 유이             |
| 2                       | 코토미네 사아라         | →                       | 코토미네 사아라         | →                       | 코토미네 사아라         | ↑2                      | 키시로 유리야           |
| 3                       | 키시로 유리야           | →                       | 키시로 유리야           | ↑4                      | 아이소라 미나미         | ↓1                      | 코토미네 사아라         |
| 4                       | 미카게 쿠라라           | ↑4                      | 키스이 나오토           | ↓1                      | 키시로 유리야           | ↓1                      | 아이소라 미나미         |
| 5                       | 미사키 케이             | →                       | 미사키 케이             | →                       | 미사키 케이             | →                       | 미사키 케이             |
| 6                       | 츠키세 요우             | ↓2                      | 미카게 쿠라라           | ↓2                      | 키스이 나오토           | →                       | 키스이 나오토           |
| 7                       | 아이소라 미나미         | →                       | 아이소라 미나미         | ↓1                      | 미카게 쿠라라           | →                       | 미카게 쿠라라           |
| 8                       | 키스이 나오토           | ↓2                      | 츠키세 요우             | →                       | 츠키세 요우             | →                       | 츠키세 요우             |

| 호시구미 소속 생도 성적                                      | 호시구미 소속 생도 성적 | 호시구미 소속 생도 성적 | 호시구미 소속 생도 성적 | 호시구미 소속 생도 성적 | 호시구미 소속 생도 성적 | 호시구미 소속 생도 성적 | 호시구미 소속 생도 성적 |
| -                                                            | 입단 (2019년)           | 연1 (2020년)            | 연1 (2020년)            | 연3 (2022년)            | 연3 (2022년)            | 연5 (2024년, 확정)      | 연5 (2024년, 확정)      |
| ------------------------------------------------------------ | ----------------------- | ----------------------- | ----------------------- | ----------------------- | ----------------------- | ----------------------- | ----------------------- |
| 1                                                            | 오카 루리나             | ↑1                      | 키쇼 카즈토             | -                       | 우타 치즈루             | ↑2                      | 키쇼 카즈토             |
| 2                                                            | 호시카게 나나           | ↓1                      | 오카 루리나             | ↑1                      | 오카 루리나             | →                       | 오카 루리나             |
| 3                                                            | 키쇼 카즈토             | ↑3                      | 타이키 하야테           | ↓1                      | 키쇼 카즈토             | ↓2                      | 우타 치즈루             |
| 4                                                            | 히토미 키라리           | ↓2                      | 호시카게 나나           | →                       | 타이키 하야테           | →                       | 타이키 하야테           |
| 5                                                            | 아야카 코이키           | →                       | 아야카 코이키           | →                       | 호시카게 나나           | →                       | 호시카게 나나           |
| 6                                                            | 타이키 하야테           | ↓2                      | 히토미 키라리           | ↑1                      | 히토미 키라리           | ↑2                      | 사이몬 네오             |
| 7                                                            | 사이몬 네오             | →                       | 사이몬 네오             | ↓1                      | 아야카 코이키           | ↓1                      | 히토미 키라리           |
| 8                                                            | 아오카제 키오           | →                       | 아오카제 키오           | →                       | 사이몬 네오             | ↑1                      | 아오카제 키오           |
| 9                                                            |                         |                         |                         | →                       | 아오카제 키오           | ↓2                      | 아야카 코이키           |
| *우타 치즈루 - 2023년, 츠키구미에서 이동 (연3, 시험 전 이동) |                         |                         |                         |                         |                         |                         |                         |

| 소라구미 소속 생도 성적          | 소라구미 소속 생도 성적 | 소라구미 소속 생도 성적 | 소라구미 소속 생도 성적 | 소라구미 소속 생도 성적 | 소라구미 소속 생도 성적 | 소라구미 소속 생도 성적 | 소라구미 소속 생도 성적 |
| -                                | 입단 (2019년)           | 연1 (2020년)            | 연1 (2020년)            | 연3 (2022년)            | 연3 (2022년)            | 연5 (2024년, 확정)      | 연5 (2024년, 확정)      |
| -------------------------------- | ----------------------- | ----------------------- | ----------------------- | ----------------------- | ----------------------- | ----------------------- | ----------------------- |
| 1                                | 야마부키 히바리         | ↑1                      | 아이미 사라             | →                       | 아이미 사라             | ↑4                      | 오오지 리세             |
| 2                                | 아이미 사라             | ↓1                      | 야마부키 히바리         | →                       | 야마부키 히바리         | ↓1                      | 아이미 사라             |
| 3                                | 히지리 토아             | ↑2                      | 오오지 리세             | ↑2                      | 센도 나루               | →                       | 센도 나루               |
| 4                                | 미세이 한나             | →                       | 미세이 한나             | →                       | 미세이 한나             | ↓2                      | 야마부키 히바리         |
| 5                                | 오오지 리세             | ↑2                      | 센도 나루               | ↓2                      | 오오지 리세             | ↑1                      | 아오이 유우키           |
| 6                                | 아오이 유우키           | →                       | 아오이 유우키           | →                       | 아오이 유우키           | ↑1                      | 히지리 토아             |
| 7                                | 센도 나루               | ↓4                      | 히지리 토아             | →                       | 히지리 토아             | ↓3                      | 미세이 한나             |
| 8                                | 아키토 세이             | →                       | 아키토 세이             | →                       | 아키토 세이             |                         |                         |
| *아키토 세이 - 2023년 퇴단 (연4) |                         |                         |                         |                         |                         |                         |                         |